# Акреція (географія)
Акреція (лат. accretio — зростаю, збільшуюсь) — природне набуття території державою завдяки знов утвореним ділянкам суходолу. Територія збільшується за рахунок утворення у витоку річки дельти, що вважається набутою суходільною територією тієї країни, якій належить річка. До акреції можна віднести й утворення нових островів у межах територіальних вод. Обидва згадані способи набуття суходільної території можуть впливати на переміщення зовнішнього кордону територіальних вод, якщо змінюється лінія їхнього відліку.